# 엔 보그
엔 보그(En Vogue)는 미국의 RB& 밴드이다.